# Twin Lakes (Wisconsin)
Twin Lakes is een plaats (village) in de Amerikaanse staat Wisconsin, en valt bestuurlijk gezien onder Kenosha County.

## Demografie
Bij de volkstelling in 2000 werd het aantal inwoners vastgesteld op 5124. In 2006 is het aantal inwoners door het United States Census Bureau geschat op 5522, een stijging van 398 (7,8%).

## Geografie
Volgens het United States Census Bureau beslaat de plaats een oppervlakte van 18,0 km², waarvan 14,0 km² land en 4,0 km² water.

## Plaatsen in de nabije omgeving
De onderstaande figuur toont nabijgelegen plaatsen in een straal van 8 km rond Twin Lakes.